# Græsk kors
Et græsk kors er et kors hvor armene er lige lange. Det græske kors forekommer blandt andet i Grækenlands og Schweiz' flag.
- Grækenlands flag med det græske kors i kantonen.
- Schweiz' flag med et svævende græsk kors.

- Wikimedia Commons har flere filer relateret til Græsk kors

| Heraldik | Spire Denne artikel om heraldik er en spire som bør udbygges. Du er velkommen til at hjælpe Wikipedia ved at udvide den. |